# António Pacheco (labdarúgó, 1966)
António Manuel Pacheco Domingo (Portimão, 1966. december 1. – 2024. március 20.) válogatott portugál labdarúgó, csatár, edző.

## Pályafutása

### Klubcsapatban
1985–86-ban a Torralta, 1986–87-ben a Portimonense, 1987 és 1993 között a Benfica labdarúgója volt. A Benficával két portugál bajnoki címet és egy kupagyőzelmet ért el. Tagja volt az 1987–88-as és 1989–90-es idényben BEK-döntős csapatnak. 1993 és 1995 között a Sporting csapatában szerepelt, ahol egy portugálkupa-győzelmet szerzett. 1995–96-ban a Belenenses, 1996 és 1998 között az olasz Reggiana, 1998-ban a Santa Clara, 1999-ben az Atlético, 1999–00-ben az Estoril játékosa volt. 2000–01-ben az Atlético csapatában fejezte be az aktív játékot.

### A válogatottban
1989 és 1991 között hatalkalommal szerepelt a portugál válogatottban.

### Edzőként
2001-ben az Atlético, 2004–05-ben a Portimonense vezetőedzője volt.

## Sikerei, díjai
Benfica
- Portugál bajnokság (Primeira Liga)
  - bajnok (2): 1988–89, 1990–91
- Portugál kupa (Taça de Portugal)
  - győztes: 1993
- Portugál szuperkupa (Supertaça Cândido de Oliveira)
  - győztes: 1989
- Bajnokcsapatok Európa-kupája (BEK)
  - döntős (2): 1987–88, 1989–90

 Sporting
- Portugál kupa (Taça de Portugal)
  - győztes: 1995